# West Somerset
West Somerset é um distrito de administração local em Somerset, Inglaterra. O concelho cobre uma grande zona rural, com cerca de 35 075 e uma área de 740km²; é o distrito não-unitário com menos habitantes na Inglaterra. De acordo com os números do Office for National Statistics em 2009, a população de West Somerset têm a média de idades mais elevada do Reino Unido: 52.
As zonas com mais habitantes são as cidades costeiras de Minehead (10 000) e Watchet (4400).
A sede deste concelho fica situada em Williton, com um gabinete adicional em Minehead.